# Jean-Baptiste Laumond
Pour les articles homonymes, voir Laumond.
Jean-Baptiste Laumond, né le 22 août 1865 à Albignac et mort le 18 novembre 1957 à Aubazine, est un homme politique français qui fut viguier d'Andorre.

## Biographie
Fils de Jean-Baptiste Laumond et de Antoinette Valade, propriétaires cultivateurs à Albignac, il fait des études de études de droit, et acquiert en 1890 l'étude de maître Pierre Brugeilles, notaire à Aubazine.
Élu maire d'Aubazine le 3 mai 1890, il le demeure jusqu'à la Libération en août 1944. Le 25 juillet 1909, il est en outre élu conseiller général du canton de Beynat.
Candidat radical-socialiste dans la circonscription de Brive-Sud aux élections législatives du 22 avril 1928, il est élu au second tour, le 29 avril, devant Joseph Escande.
Il s'inscrit au groupe radical-socialiste et est élu à la commission du Travail.
En 1932, il est à nouveau candidat radical-socialiste dans la circonscription de Brive-Sud aux élections législatives du 22 avril 1928 ou il devance Jean Roumajon candidat de la SFIO. Ce dernier se retire et Jean-Baptiste Laumond est élu au second tour, le 8 mai, avec 64,49 % des voix, devant le candidat de l'alliance démocratique (29,74 %) et celui du Parti Communiste (2,46 %).
Toujours inscrit au groupe radical-socialiste, il est de nouveau élu à la commission du Travail, mais également à la commission de l'administration générale, départementale et communale, à la commission de la législation civile et criminelle et à la commission d'enquête sur l'affaire Stavisky.
Il s'intéresse tout particulièrement aux questions de la Guerre et du travail du monde paysan, intervient également sur le projet tendant à modifier la loi du 25 avril 1928 sur les assurances sociales, qui marque le début de la Sécurité sociale actuelle.
Il est l'auteur d'une proposition de loi tendant à rendre plus rigoureux l'examen de notaire, en modifiant la loi du 25 ventôse de l'an XI instituant cet examen.
Âgé de 71 ans, il décide de ne pas renouveler son mandat de député lors des élections de 1936 et laisse sa place à Henri Chapelle, radical-socialiste « local », maire de Brive. Ce dernier arrivant en seconde position lors du premier tour le 26 avril, il se retire, permettant à Jean Roumajon candidat de la SFIO, qui s'était retiré 4 ans auparavant d'être élu devant le candidat radical-socialiste « national ».
En 1937, Jean-Baptiste Laumond est nommé par le président de la République Albert Lebrun, viguier d'Andorre, fonction dont il est démis en 1940 par le gouvernement du maréchal Pétain.
Pendant l'Occupation, il reste maire d'Aubazine et conseiller général du canton de Beynat, mais il est démis du conseil départemental en raison de son antipathie au Régime de Vichy.
Il est promu officier de la Légion d'honneur en 1951.

## Sources
- « Jean-Baptiste Laumond », dans le Dictionnaire des parlementaires français (1889-1940), sous la direction de Jean Jolly, PUF, 1960 [détail de l’édition]